# Fucile

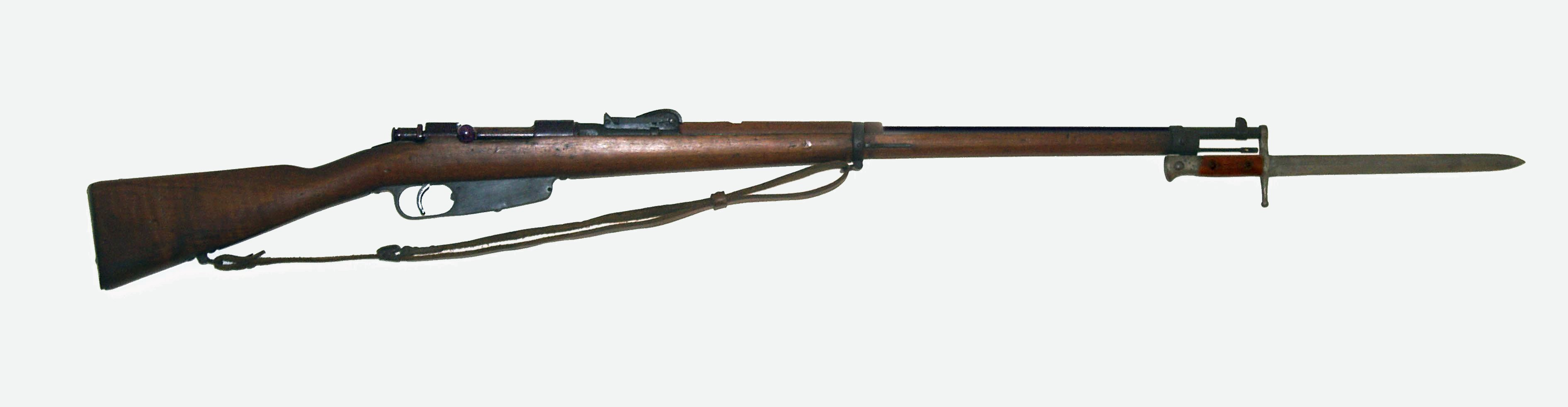
Un fucile Carcano Mod. 91 ad otturatore girevole-scorrevole con alimentazione a caricatore interno fisso dotato di baionetta

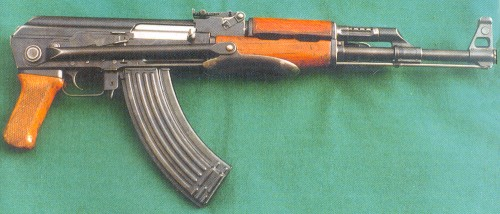
Un AK-47 (versione AKS-47 con calcio ripiegabile) un fucile d'assalto moderno con alimentazione a caricatore esterno rimovibile

Il fucile è un'arma da sparo per tiri più accurati rispetto ad una pistola. In questa voce ci si riferisce ad un'arma da fuoco a canna lunga, tra le armi leggere, progettata per essere tenuta con entrambe le mani, appoggiandola alla spalla del tiratore, tramite un calcio, per aumentarne la stabilità durante la mira e il tiro; il fucile di precisione necessita spesso di un ulteriore supporto, solitamente un bipiede.
In origine, erano definite fucili solo le armi lunghe ad avancarica dotate di «focile», cioè del meccanismo a pietra focaia con accensione ad acciarino. Il termine però in italiano ha assunto una semantizzazione molto più ampia, divenendo un sinonimo di tutte le armi lunghe sia da fuoco che non (ad aria compressa, a molla, a elastico, ecc), sia a canna rigata (detta rifle in inglese) sia a canna liscia (detta shotgun) e ivi incluse quelle a miccia e a ruota.
Il fucile è ampiamente utilizzato in ambito civile per sport di tiro, tiro a segno e caccia, oltre che in ambito militare da forze armate, forze speciali, ecc. e sicurezza nazionale, forze dell'ordine pubblico e penitenziario.

## Storia
Lo sviluppo del fucile prese inizio intorno al XIV secolo, con l'utilizzo della polvere nera, non solo per produrre fuochi d'artificio, ma anche per sparare proiettili da una canna chiusa da un'estremità, di pari passo con l'uso bellico della polvere da sparo.
Le prime armi da fuoco portatili, ideate per l'appunto durante questo secolo, venivano chiamate bombardelle, ossia piccoli cannoni; un'altra versione era l'hakbutt, un supporto di legno su cui era adagiato un corto cilindro di ferro: tale supporto disponeva d'un gancio verticale che fungeva da fermo per ridurre gli effetti del rinculo; la polvere da sparo veniva incendiata da schegge di legno ardenti, sistema sostituito attorno al 1415 da micce lente, utilizzate dallo schioppo e dall'archibugio che a loro volta lasciarono poi il posto al sistema a ruota.
Con l'apparizione del moschetto e dei fucili a percussione e a retrocarica, nonostante le numerose altre innovazioni di carattere bellico, l'arma venne estensivamente utilizzata sino a tutta la prima guerra mondiale poiché sino ad allora la maggior parte delle armi da fuoco più potenti risultarono ingombranti e poco maneggevoli specialmente durante le azioni offensive, essendo invece il fucile più comodo e maneggevole e quando provvisto di baionetta diventava estremamente efficace in occasione del combattimento corpo a corpo.
Ad oggi nell'utilizzo bellico è stato quasi completamente sostituito dal fucile d'assalto ma continua ad esser impiegato come arma da parata presso varie forze armate, nonché nell'uso civile, come nella caccia e nello sport.

## Fucili a cartuccia non unitaria
Questi tipi di fucili sono i modelli in cui la cartuccia non è unitaria, cioè in cui l'innesco (o successivamente la capsula a percussione), polvere da sparo e proiettile erano sciolti e caricati separatamente. L'alimentazione era quasi esclusivamente a colpo singolo tramite avancarica, e per questo erano a canna liscia. Questo perché la rigatura avrebbe interferito con il caricamento della palla, dato che la rigatura richiede una forte adesione con il proiettile che sarebbe stato difficile da inserire manualmente. Eccezioni al colpo singolo potevano essere visti in vari ingegnosi, ma alla fine poco pratici, metodi e alcuni fucili ad avancarica erano comunque rigati, grazie alla presenza di pallottole Minié

### A miccia

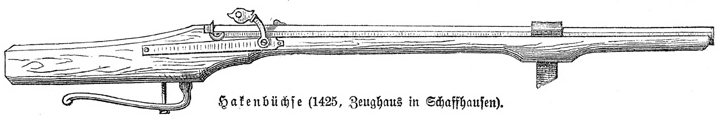
Fucile a miccia della prima metà del XVI secolo

Le prime testimonianze dei fucili a miccia si trovano in scritti, disegni e dipinti del 1470. Il fucile a miccia prevedeva un braccio di ferro curvo fissato all'arma, detto serpentina: questo braccio poteva girare su un perno centrale ed era collegato ad una leva di ferro sotto il supporto di legno dell'arma. Di fatto questa leva costituiva l'antenata del grilletto. La procedura di caricamento era la seguente: il tiratore posizionava il fucile verticalmente, inserendo una quantità determinata di polvere da sparo all'interno della canna, ovverosia il tubo metallico. La polvere veniva quindi spinta accuratamente verso il basso e pressata con una bacchetta; successivamente si introduceva il proiettile, che a sua volta veniva calcato all'interno con la bacchetta. A quel punto l'arma era pronta per far fuoco: per incendiare la carica di polvere, una miccia accesa veniva portata verso il focone, ossia il forellino presente sulla culatta dell'arma.
Una versione più tarda del fucile a miccia era dotata di uno scodellino d'innesco intorno al focone. Il fuciliere collocava un pizzico di polvere da innesco nello scodellino, quindi, quando la leva veniva pressata contro il supporto, la serpentina girava attorno al proprio asse e accostava la miccia incandescente allo scodellino, il fuoco della polvere di innesco si propagava, attraverso il focone, all'interno della canna dove accendeva la carica vera e propria. Questo fuoco generava una pressione tale da far fuoriuscire con forza il proiettile.
Nei modelli successivi, la serpentina era provvista di una molla a balestra. Quando la serpentina era piegata all'indietro, era bloccata da un gancio: quando il gancio veniva lasciato andare, la molla faceva sì che la serpentina si spostasse in avanti. La leva per fare fuoco era talvolta sostituita da un pulsante che bloccava il gancio, in seguito rimpiazzato dal grilletto.
La ricarica dei fucili a miccia era fortemente influenzata dalle condizioni atmosferiche: una forte raffica di vento, infatti, poteva far volar via la polvere da sparo dallo scodellino d'innesco, mentre la pioggia poteva impedire l'accensione dell'arma. Tale difetto portò ai modelli del XVII secolo con scodellino d'innesco munito di coperchio. Quando il fucile non era utilizzato, la polvere da sparo era protetta da un coperchio a perno; quando il fuciliere doveva fare uso dell'arma, faceva ruotare o piegare il coperchio dello scodellino d'innesco in modo che la miccia potesse raggiungere la polvere.
Già all'inizio del Seicento i soldati, noti come moschettieri, indossavano bandoliere con contenitori in legno di bosso (da cui il nome bossolo) che avevano al loro interno la giusta quantità per ogni carica: l'uso di corni o di fiaschi per la polvere di dimensioni maggiori per ricaricare l'arma, infatti poteva rivelarsi pericolosissimo poiché le scintille o la fuliggine che bruciava senza fiamma rimasta nella canna potevano dar luogo alla esplosione delle fiasche stesse. La miscela esplosiva utilizzata in porzioni minori nei contenitori in legno era assai più sicura.

### A ruota

Illustrazione di un acciarino a ruota di un antico fucile. Il meccanismo è in posizione di sparo
1. Cane
2. Pirite
3. Bacinetto
4. Grilletto
5. Perno della ruota
6. Ruota
7. Molla del cane
8. Canna

Il meccanismo con acciarino a ruota fu il passo successivo dell'evoluzione del fucile. Questo sistema d'accensione, che sostituì quello a miccia, in realtà era stato concepito da Leonardo da Vinci: questi redasse all'inizio del XVI secolo il Codex Atlanticus, nel quale compaiono schizzi di un acciarino a ruota. I primi modelli che montavano tale marchingegno apparvero alla fine del XV secolo. Il loro funzionamento può essere paragonato a quello di un accendino: una ruota zigrinata, comandata da una molla, sfregava un pezzo di pirite provocando delle scintille. Prima che l'arma potesse essere utilizzata, la molla doveva essere caricata, ovverosia avvitata girando una chiave e bloccata dal dente d'arresto; quando la molla era carica, il cane veniva abbassato sulla ruota stessa, contro la quale era tenuto premuto da una molla. Premendo il grilletto, si sbloccava la ruota zigrinata che, girando assai velocemente e sfregando la pirite, produceva una pioggia di scintille che incendiavano la polvere d'innesco. L'acciarino a ruota era un meccanismo complesso e costoso e per di più era facilmente condizionato dallo sporco, che poteva causare l'inceppamento del fucile: non sorprende, dunque, che alcune armi costruite nel XV secolo fossero dotate di due sistemi differenti per far fuoco.

### Acciarino (snaphaunce)
Nel corso del XVI e del XVII secolo vennero istituiti numerosi gruppi di moschettieri: dotarli di armi ed equipaggiamento adatti, tuttavia, costituiva una spesa alquanto elevata. La ricerca di una soluzione più economica dell'acciarino a ruota portò allo sviluppo del sistema d'accensione snaphaunce, prodotto a partire dal 1545. Esistono numerose teorie sull'origine del termine snaphaunce; secondo una di queste, deriverebbe dall'olandese snaphaan, che probabilmente significa «ladro di polli». A quel tempo, infatti, dato l'elevato costo dell'acciarino a ruota e la pericolosità dei fucili a miccia, i bracconieri avevano risolto tali inconvenienti ideando un loro sistema a pietra focaia: l'acciarino snaphaunce. Un'altra ipotesi, più plausibile, indicherebbe come origine del nome un vocabolo dell'antico olandese che significa «testa d'uccello che becca» e che sarebbe dovuto alla somiglianza della forma dell'acciarino e del movimento contro la pietra focaia.
Il meccanismo consisteva in un cane che serrava un pezzo di pietra focaia: quando si premeva il grilletto, la pressione della molla spingeva di scatto il cane in avanti. Davanti allo scodellino d'innesco era montata una piastrina d'acciaio (la "martellina"), sulla quale picchiava la pietra focaia del cane, provocando le scintille che cadevano sullo scodellino innescato, che a sua volta trasmetteva il fuoco alla carica di polvere all'interno della canna. Inizialmente lo scodellino d'innesco era chiuso da un coperchio manovrato manualmente, come nel caso degli ultimi modelli di armi da miccia; in seguito il coperchio si spostava meccanicamente quando il cane colpiva in avanti. Una variante di questo sistema fu lo snaplock svedese ("chiusura a scatto"), il quale disponeva di una piastrina d'acciaio montata sopra il coperchio dello scodellino: questo pezzo poteva essere spostato di lato e fungeva da meccanismo di sicurezza. Il fuciliere poteva dunque portare l'arma con il cane in tensione: siccome la piastrina non era in posizione, il fucile non poteva sparare, mentre il coperchio manteneva asciutto lo scodellino d'innesco.

### A pietra focaia

Illustrazione di un acciarino a pietra focaia (selce) di un antico fucile. Il meccanismo è in posizione di sparo
1. Cane
2. Pietra focaia
3. Martellina
4. Grilletto
5. Scodellino
6. Copriscodellino
7. Canna

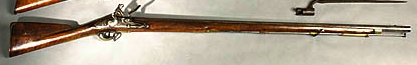
Il fucile inglese a pietra focaia Brown Bess della seconda metà del Settecento

I fucili che presentavano l'acciarino snaphaunce furono sostituiti da quelli a pietra focaia, comparsi attorno al 1610. Questo sistema assomigliava molto a quello precedente: la differenza principale consisteva nel fatto che la piastra d'acciaio e il coperchio dello scodellino d'innesco erano combinati in un solo elemento. Il coperchio dello scodellino del fucile a pietra focaia aveva una piastrina verticale. Quando il grilletto veniva premuto, il cane partiva in avanti, la pietra focaia colpiva l'acciaio, che si alzava assieme al coperchio, ad essa collegato. Ciò permetteva alle scintille di cadere nell'innesco, rimasto scoperto. Il miquelet, altrimenti detto "acciarino spagnolo", è una variante del fucile a pietra focaia: le principali differenze rispetto a quel modello erano la piastrina d'acciaio zigrinata e la molla del cane che si trovava all'esterno, sulla piastra del congegno.

### A percussione

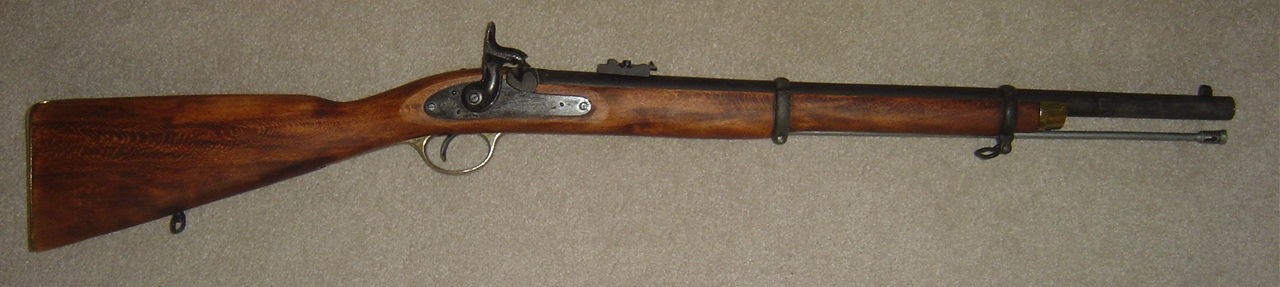
Fucile a percussione Enfield del 1861

Nel XVII secolo gli scienziati erano già alla ricerca di sistemi innovativi che potenziassero la polvere da sparo e aumentassero la distanza raggiunta dai proiettili sparati, e furono svolti esperimenti con diverse sostanze, tra cui il mercurio e l'antimonio. Ametà del XVIII secolo, il chimico francese Berthollet sviluppò un esplosivo a base di fulminato d'argento. Nel 1798, il militare inglese Edward Howard scoprì un sistema più facile per produrre una sostanza alternativa, il fulminato di mercurio (usata anche oggi in molte capsule a percussione).
Tuttavia, la vera rivoluzione nello sviluppo del fucile (e delle armi da fuoco in generale), giunse con l'invenzione del meccanismo del sistema a percussione, ideato dal reverendo scozzese Alexander Jhon Forsyth di Belhelvie: nel 1799 pubblicò un trattato scientifico su un composto chimico, il fulminato , che poteva prender fuoco ricevendo un colpo secco.
I meriti dello sviluppo del sistema a percussione furono in seguito rivendicati da diversi fabbricanti d'armi, tra cui gli ingegneri inglesi Joseph Egg, Joseph Manton e James Purdey nel 1816, i famosi armaioli francesi Prélat e Deboubert nel 1818 e l'americano Joshua Shaw nel 1822.
Il principio, su cui si basava ai tempi la percussione, è semplice: l'arma viene caricata nella medesima maniera del fucile a miccia, e poi viene messo in tensione il martelletto (hammer), che sostituiva il cane tradizionale (chiamato in seguito, anch'esso, cane). Sulla culatta della canna è avvitato un cilindretto cavo detto luminello, sopra il quale viene (ogni volta) posizionata una piccola capsula di rame riempita di fulminato (detta capsula a percussione). A questo punto, premendo il grilletto, la molla di carica fa scattare il martelletto che percuote l'innesco. La detonazione del fulminato trasmette la fiammata attraverso il foro del luminello ed incendia la carica di lancio all'interno della canna.
Questo sistema fu utilizzato abbastanza a lungo nei “moderni” fucili e pistole ad avancarica, ed infine anche nelle rivoltelle, prima dell'avvento della cartuccia unitaria e della retrocarica.

## Fucili a cartuccia unitaria
Questi fucili sono i modelli in cui la cartuccia è autocontenuta o unitaria, cioè in cui la capsula a percussione, la polvere da sparo ed il proiettile, sono assemblati insieme in un bossolo contenitivo, per cui diventano un dispositivo a sé stante e vengono caricati unitamente nell'arma. Il nuovo sistema di munizione, cosiddetto “a cartuccia”, dà inizio al periodo dei fucili (e delle armi leggere in generale) a retrocarica.

### Ad ago
Nel 1814 Johann Nikolaus von Dreyse di Sommerda stava già sperimentando un nuovo tipo di fucile, detto fucile ad ago. Quest'arma aveva un sistema a retrocarica con otturatore e poteva esser caricato mediante cartucce di carta ad una rapidità tale da permettere ad un tiratore scelto ben addestrato di sparare dai 5 ai 6 colpi al minuto: si trattava d'un vantaggio militare significativo. La cartuccia del fucile ad ago era costituita da un involucro di carta che conteneva la carica della polvere, l'innesco e il proiettile. Premendo il grilletto, l'ago perforava la parte posteriore della cartuccia sino a raggiungere la metà, dove colpiva un poco di fulminato, determinando l'esplosione della medesima. Il fucile Dreyse fu testato nel 1841 dall'esercito prussiano, che ne ordinò 60.000 esemplari.

### Anulare e a spillo
Durante la prima metà del Ottocento, due francesi idearono due differenti tipi di cartucce, per certi versi simili: Louis Nicolas Auguste Flobert (1819-1894) ideò la cartuccia ad accensione anulare, mentre Eugene Gabriel Lefaucheux (1832-1892) brevettò la cartuccia a spillo, ideata dal padre Casimir Lefaucheux, la quale anch'essa porta la polvere di accensione sulla parte anulare del fondello.

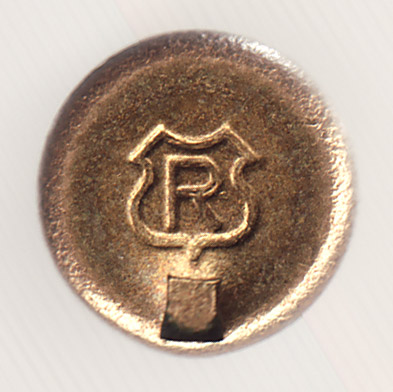
Fondello sparato di .22 LR

Il primo tipo aveva il fondello chiuso, simile alle moderne cartucce .22 LR ancora in produzione e molto utilizzate, con il fulminato depositato (internamente) in una "sporgenza" ad anello, nella parte più esterna della sua base (fondello), che veniva schiacciata dal cane, creando la reazione di sparo. Un ottimo sistema, molto più pratico del secondo, poiché non dipende dalla rotazione della cartuccia ed è quindi utilizzabile anche con i caricatori a magazzino più moderni. 

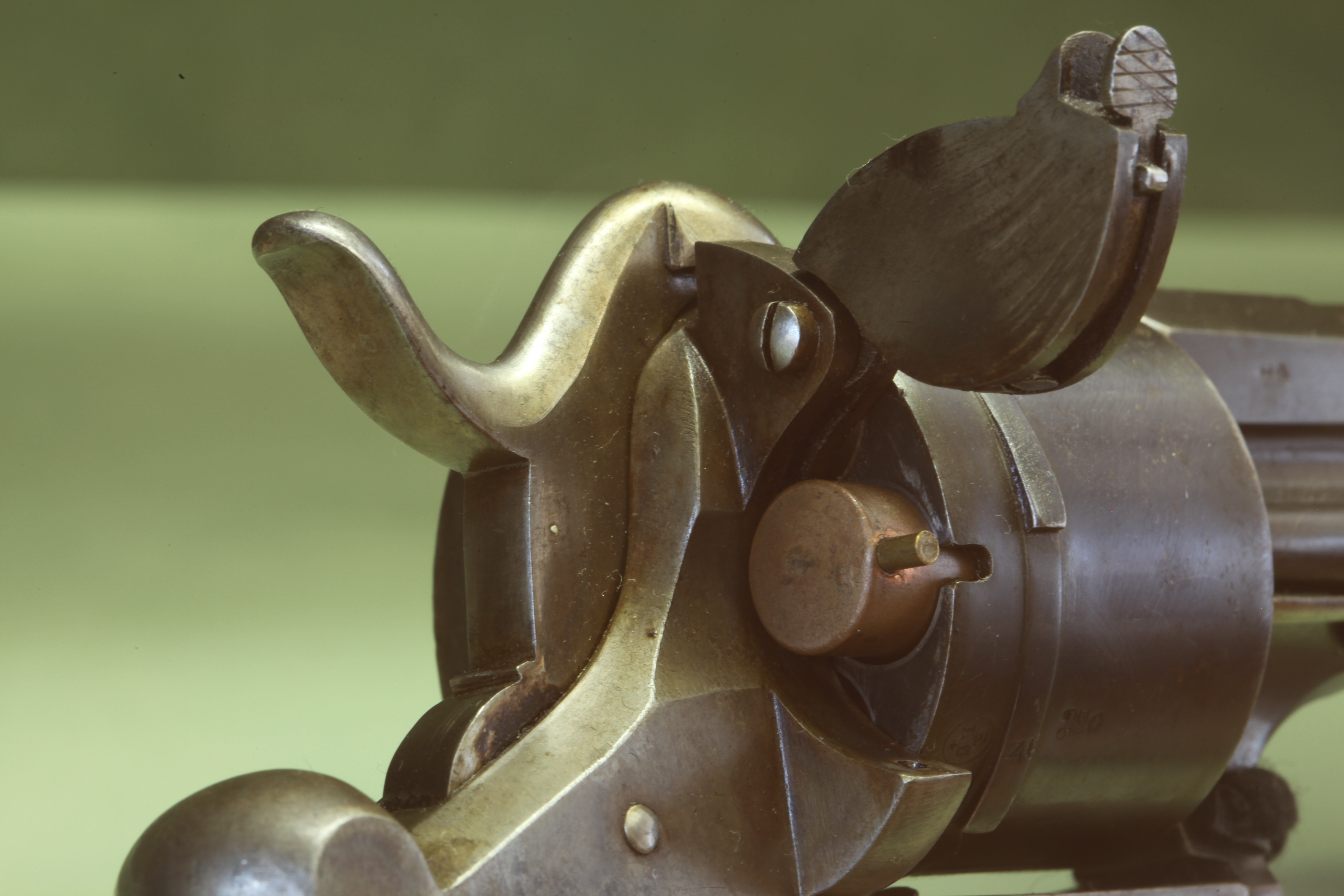
cartuccia a spillo 1858

Il secondo tipo, la cartuccia a spillo brevettata nel 1850 (sistema obsoleto), era costituita da un bossolo di rame, dentro cui alla base era posto un pezzettino di fulminato e dall'altra parte sporgeva un piccolo spillo d'acciaio, che una volta colpito dal cane (e spinto internamente), entrava in contatto con l'accensione producendo la deflagrazione iniziale, che a sua volta incendiava la carica, facendo partire il proiettile. In questo caso, le cartucce avevano un verso di montaggio, che rendeva il sistema di carica più lento.

### A percussione centrale
Tutti questi progressi condussero ad un nuovo sistema d'accensione, introdotto nel 1866: il sistema a percussione centrale. La cartuccia è oggi costituita da un bossolo d'ottone, con la capsula a percussione posta al centro della base, la carica di polvere interna e il proiettile incastrato sulla bocca a chiudere la cartuccia. La capsula a percussione è formata da uno scodellino d'ottone, sistemato al centro della base del bossolo, da cui il nome “a percussione centrale”. Quando il percussore colpisce la capsula, questa viene deformata e spinta contro la piccola incudine che le sta davanti, provocando l'accensione dello strato di fulminato adagiato sotto quest'ultima. In linea di massima esistono due tipi di sistema a percussione centrale: il sistema ad innesco Berdan, con due o più orifizi da innesco, e il sistema Boxer, con un unico orifizio da innesco centrale. Lo sviluppo del sistema portò alla diffusione di centinaia di calibri differenti, dal .17 Remington al .700 Nitro Express.

## Sistemi di retrocarica
Nel corso del tempo sono stati concepiti diversi sistemi di retrocarica, ossia di caricamento dalla culatta.

### Fucile a canna basculante (break action)

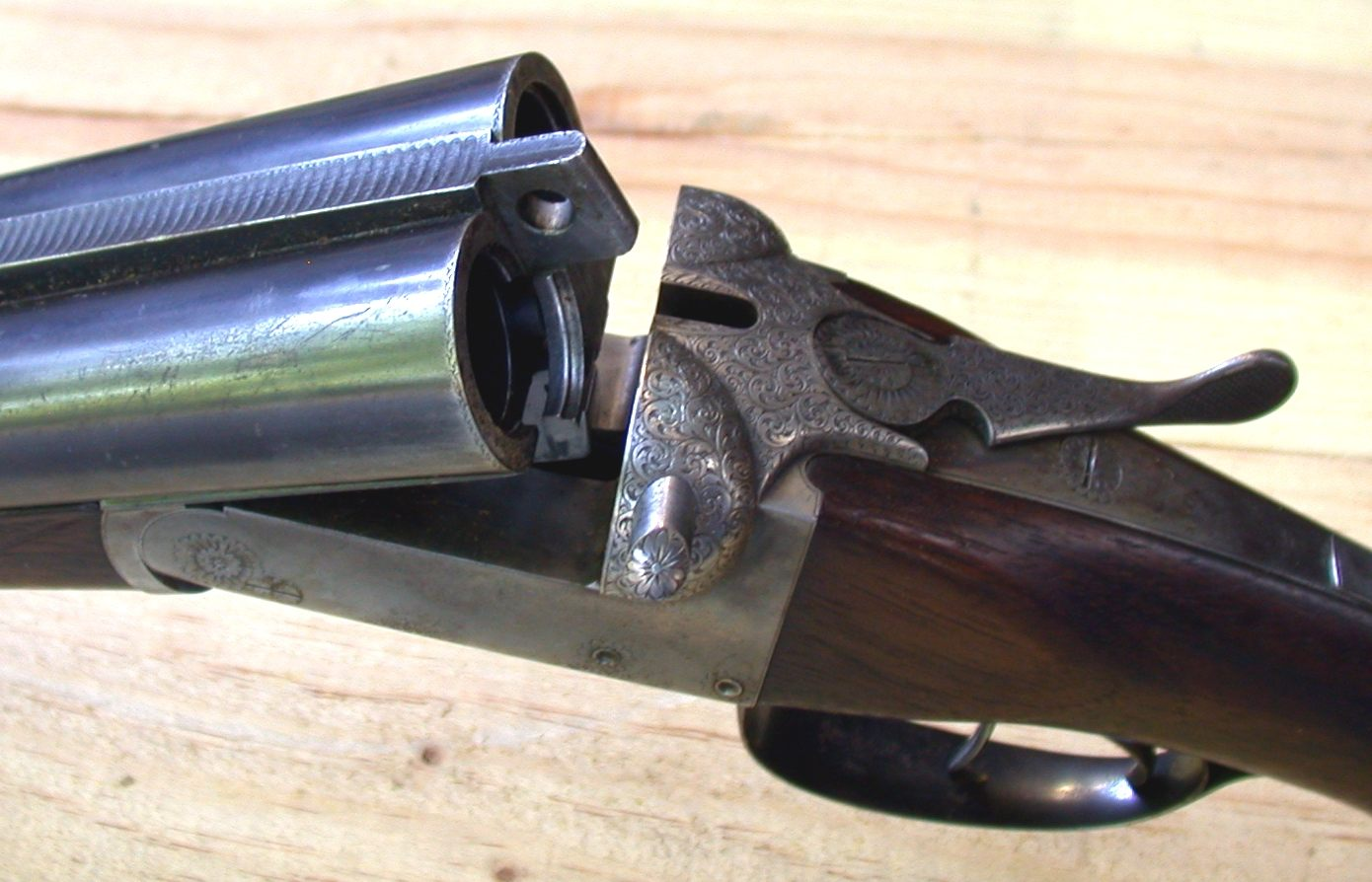
una doppietta a canna basculante

Le canne basculanti sono utilizzate soprattutto nei fucili ad anima liscia (doppiette e sovrapposti), meno sovente nelle canne rigate (fucili express, carabine ad aria compressa e a molla), ma in passato il sistema fu usato anche per le rivoltelle. La canna dell'arma è fissata sui cardini e può essere fatta basculare per accedere alla culatta e camerare le cartucce. Alla canna vengono adattati dei fermi o ganci che s'incastrano con le aperture nella sezione della bascula: per aprire o chiudere l'arma, si ricorre ad una leva, detta "chiavetta", che scorre o ruota. Quasi sempre la basculazione è verso il basso, ma in alcuni casi può ruotare a lato, come in un fucile di caccia ideato da Johann Nikolaus von Dreyse, con funzionamento simile al fucile Dreyse. Il fucile semiautomatico a due colpi Beretta UGB25 Xcel ha la singola canna basculante per il caricamento, dopodiché la seconda cartuccia viene inserita in un ricettacolo laterale.

### Ad otturatore rotante
Nel 1867 il designer austriaco Josef Werndl, assieme al suo socio ceco Karel Holub, ideò un nuovo tipo di fucile, la cui particolarità non risiedeva nella cartuccia, bensì nel sistema d'azione: si tratta del fucile Werndl-Holub M1867, utilizzato dall'esercito austriaco fino al 1886, quando fu sostituito dal Mannlicher M1886. Nel Werndl la canna è chiusa ermeticamente da un tamburo di cui è stato rimosso un terzo; se il tamburo viene ruotato, si può accedere alla camera di caricamento nella canna, per inserire la cartuccia nuova o espellere il bossolo vuoto. Dopodiché, il tiratore chiude nuovamente l'otturatore e il fucile è bloccato.

### Ad otturatore rollante (rolling block)

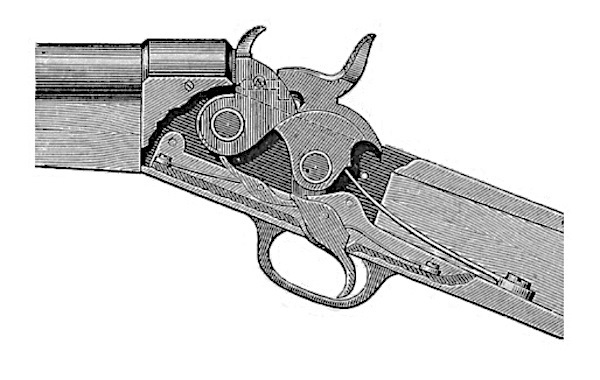
il funzionamento di un Remington Rolling Block Rifle

Durante la seconda metà del XIX secolo i fabbricanti d'armi escogitarono un altro sistema di chiusura della culatta: esso era costituito da un elemento d'acciaio che (dopo aver alzato il cane) si poteva far ruotare all'indietro in modo analogo a quanto si faceva con il cane stesso. Una volta inserita la cartuccia lo si ruotava di nuovo in avanti chiudendo la culatta. Al momento dello sparo non si apriva poiché era intercettato dal cane che gli si appoggiava sopra in modo che la spinta all'indietro operasse su una leva svantaggiosa. La spinta avveniva cioè al di sotto del grosso perno del cane e, al contrario, tendeva a spingere il cane stesso ancora più in avanti. Il sistema era semplice e straordinariamente robusto, permettendo lo sparo di cartucce assai potenti (per l'epoca). La Remington Arms fu una delle Case costruttrici che applicarono su larga scala questo sistema, ma anche altri fabbricanti d'armi lo utilizzarono, sia con licenza che senza.

### A blocco cadente (falling block)

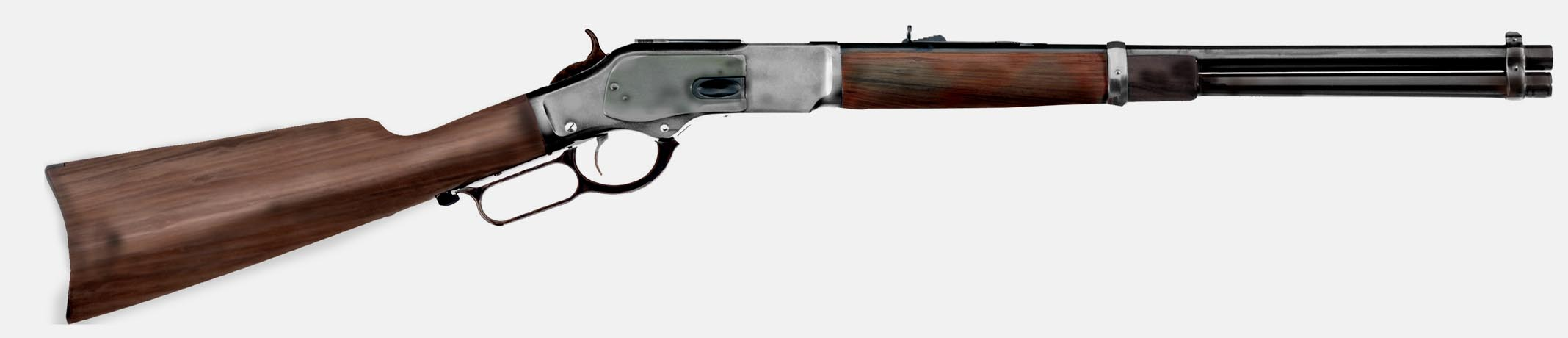
Carabina Winchester, modello 1873

Il sistema a blocco cadente è azionato da un paragrilletto di grandi dimensioni che serve da leva. Leve di questo genere potevano essere piegate in basso o, in certe armi, in avanti. Quest'azione permette ad un blocco solido di scivolare in basso lungo delle guide e di liberare la canna e la camera; non appena il paragrilletto torna alla posizione iniziale, il blocco di chiusura scatta nuovamente verso l'alto e sigilla la camera. Il meccanismo a blocco cadente fu inizialmente utilizzato solo nei fucili monocolpo, come ad esempio nel fucile belga Flobert con azione a blocco cadente Martini, in cui il blocco non scivola giù completamente, ma è fissato su cardini sul davanti. Una delle armi più conosciute di questo tipo fu il fucile americano Sharps. Successivamente il sistema fu applicato anche alle armi a ripetizione, per esempio nelle carabine statunitensi Spencer e Winchester.

### Ad otturatore pieghevole
Sul fucile ad accensione a spillo Montigny è montato un grosso e pesante otturatore, inserito nel collo del calcio, che può esser ripiegato, permettendo al blocco dell'otturatore di scivolare indietro e di aprire le camere di cartuccia.
L'azione ad otturatore pieghevole risale all'epoca in cui i fucili ad avancarica furono trasformati in fucili a retrocarica e si dovette trovare una soluzione per garantire alla culatta una sicura chiusura. Un meccanismo di questo tipo è riscontrabile nel fucile francese Manceaux del 1862: l'accensione è rimasta immutata, ossia a percussione, ma l'arma può essere ricaricata assai più rapidamente ed efficacemente grazie all'apertura della culatta; notevole è la sua azione ad otturatore pieghevole, che serra anche il blocco di chiusura. Un secondo tipo di azione ad otturatore pieghevole è il sistema Snider, che fu utilizzato per trasformare i fucili a percussione in armi ad accensione centrale: la parte terminale della vecchia canna a percussione fu tolta e, mediante un perno di grandi dimensioni, al terminale fu applicato l'otturatore pieghevole; per sparare un colpo, il tiratore doveva spostare lateralmente l'otturatore, inserire una cartuccia nella camera di caricamento e poi rimettere in posizione l'otturatore.

### A otturatore girevole-scorrevole (bolt-action)

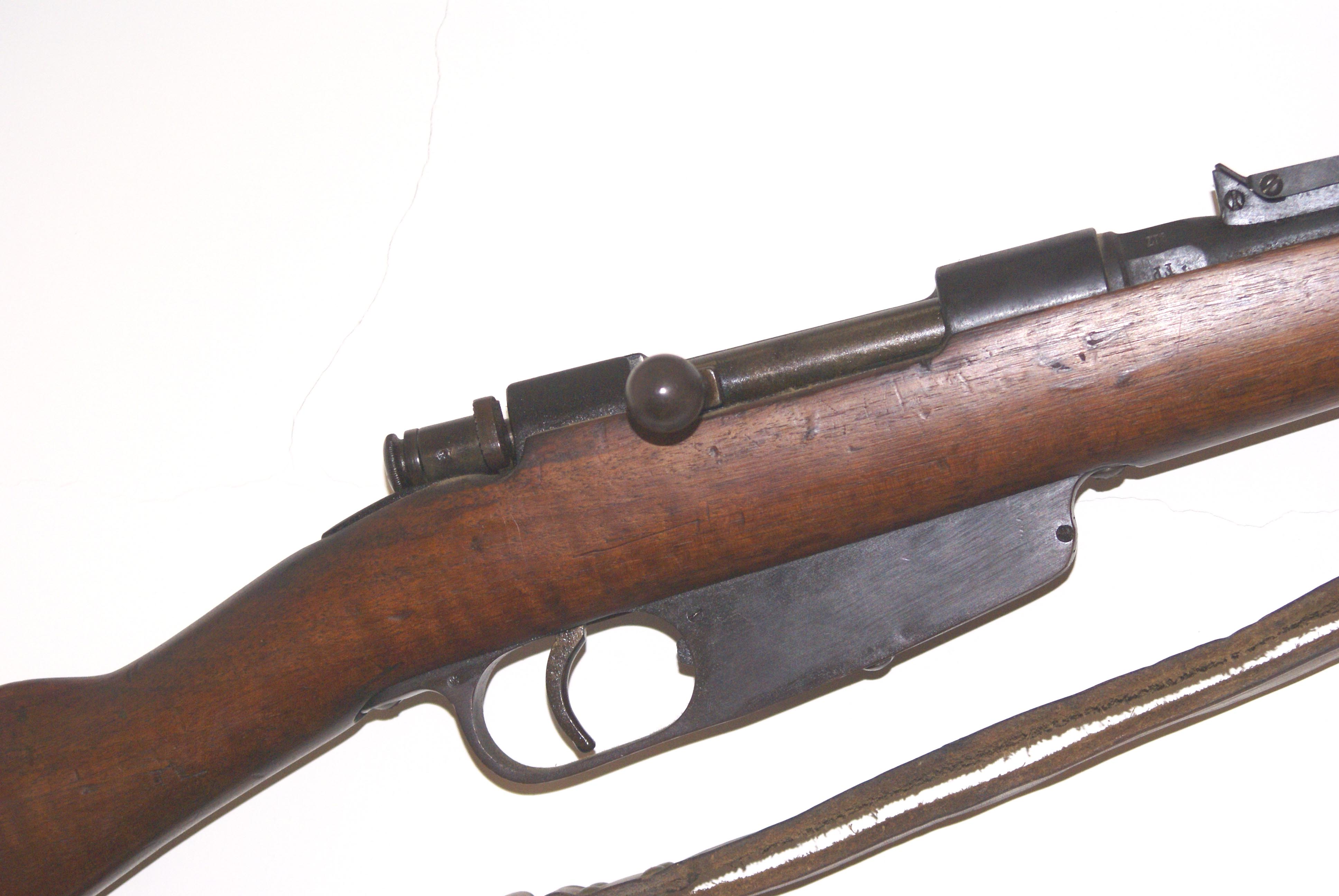
Particolare dell'otturatore girevole-scorrevole del fucile italiano Carcano Mod. 91

Il sistema di chiusura riprende quello dei vecchi fucili ad ago ma, opportunamente modificato per sparare a ripetizione, usa le normali cartucce metalliche a percussione centrale. La canna è posteriormente aperta e viene chiusa da un otturatore cilindrico comandabile da una leva laterale che ne permette una prima breve rotazione attorno al suo asse e il successivo spostamento all'indietro lungo l'asse della canna. In questo modo viene espulso il bossolo sparato, arretrato il percussore e armato il meccanismo di scatto; con il movimento contrario, viene poi incamerata la cartuccia successiva. La chiusura è assicurata da appositi tenoni (risalti in acciaio) che si inseriscono in altrettante sedi scavate nella culatta. Vi sono sempre meccanismi di sicurezza che non permettono lo sparo se l'otturatore non è ben chiuso. Questo sistema, in uso già alla fine dell'Ottocento (per esempio sul fucile italiano Carcano Mod. 91) si è rivelato con il tempo il più affidabile per lo sparo di cartucce molto potenti ed è usato ancora oggi in molte carabine da caccia. Il sistema bolt-action, pur essendo robusto e affidabile, è però manuale e quindi piuttosto lento nella ripetizione del colpo ed è stato sostituito, nella funzione militare e di polizia, dal fucile semiautomatico o dal fucile automatico. Viene ancora usato invece nei fucili da cecchino che non devono avere velocità di tiro ma la possibilità di sparare cartucce potenti con un'elevata precisione di tiro. Un esempio è il fucile Barrett M99 che utilizza munizioni calibro .50 BMG (12,7 x 99 mm) della mitragliatrice americana Browning M2.

### A riarmo lineare (straight pull)
Il sistema, detto in inglese straight pull, è un sistema per la chiusura della culatta in carabine o fucili a ripetizione manuale o a colpo singolo, nel quale l'otturatore si muove manualmente solo arretrandolo per aprire la culatta ed espellere il bossolo sparato e poi, con movimento contrario, permettere il cameramento di un'altra cartuccia, richiudere la culatta e rendere l'arma pronta allo sparo.

## Sistemi di caricamento

### Monocolpo ad avancarica
Fino a quasi tutto il XIX secolo i fucili erano caricati manualmente attraverso la bocca da fuoco (talvolta anche in modo originale cercando di ottenere uno sparo a raffica come nel caso dell'espignolle: queste armi sono dette ad avancarica. I primi tentativi di sviluppo di armi a ripetizione risalgono al periodo della pietra focaia: le pistole a due e quattro canne fabbricate dall'armaiolo inglese Twigg ne sono un ottimo esempio. Ma fu solamente con l'avvento del sistema a percussione che furono create rivoltelle a cinque e sei colpi su vasta scala: si trattava di armi ancora ad avancarica, come nel caso delle cosiddette pepaiole (o pepperboxes) e successivamente nei primi veri revolver fabbricati da Samuel Colt. Da queste armi corte furono derivati anche modelli di fucili a tamburo che non ebbero tuttavia un grande successo a causa della fuoriuscita dei gas dallo spazio tamburo-canna che causava bruciature al braccio del tiratore, oltre ad una certa perdita di potenza del colpo.

### Monocolpo a retrocarica
Armi di questo tipo sono tutte quelle descritte nella sezione "sistemi di retrocarica", escluse quelle ad otturatore girevole e scorrevole.
I primi fucili monocolpo a retrocarica furono fabbricati pressappoco nel 1850: spesso si trattava di conversioni di armi a percussione ad avancarica, come il fucile a colpo singolo Werndl del 1867, nel quale la sezione posteriore della canna veniva rimossa e sostituita da una parte terminale con un'apertura di caricamento, nel maggior numero dei casi un otturatore rotante o pieghevole. Le cartucce venivano caricate una per una nella seguente maniera: si apriva l'otturatore, s'inseriva la cartuccia nella camera di caricamento, si chiudeva l'otturatore, si sparava la cartuccia, si riapriva l'otturatore, si rimuoveva il bossolo vuoto e così via. Un esempio può essere il fucile Springfield Trapdoor, che fu il fucile d'ordinanza dell'esercito degli U.S.A. durante gli ultimi anni delle guerre indiane.

### A serbatoio (caricatore interno)
Questi fucili erano una miglioria rispetto a quelli monocolpo a retrocarica, in quanto contenevano internamente un certo numero di cartucce, generalmente da 3 a 10, il che diminuiva i tempi di ricarica della nuova cartuccia. Generalmente venivano ricaricati tramite “stripper clip” (come nella serie di fucili Mosin-Nagant), tramite “en-bloc clip” (come nel fucile M1 Garand) oppure manualmente, un colpo per volta (come nella maggior parte dei fucili a pompa). Generalmente, i fucili con serbatoio (a caricatore interno) sono a ripetizione manuale o al massimo semiautomatici (in quanto il limitato numero di cartucce ne impedisce un facile, pratico ed efficace utilizzo in fuoco automatico).

### A magazzino (caricatore estraibile)
Questi fucili permettono un maggior numero di colpi tra le ricariche e nel totale sparati allao stesso tempo, in quanto i loro caricatori estraibili, cosiddetti "esterni" perché solitamente sporgono dal profilo dell'arma, sono rimovibili e sostituibili più rapidamente rispetto ad una ricarica dei serbatoi interni, ed inoltre, i magazzini possono solitamente contenere un più ampio numero di proiettili rispetto ai serbatoi interni: ad esempio con il caricatori a scatola da 30 colpi o a tamburo da 50/100 colpi dell'AK-47.

## Classificazione
- Fucile monocolpo o a colpo singolo: che deve essere ricaricato dopo ogni colpo sparato. In origine si trattava solo di fucili ad avancarica, oggi vi rientrano anche quelli a retrocarica, come ad esempio i fucili monocanna con apertura basculante che possono ospitare una sola cartuccia direttamente in camera di scoppio.
- Fucile a ripetizione manuale: che si alimenta da un caricatore (o anche da un serbatoio interno) per mezzo di un'azione manuale, sia per camerare il primo colpo che quelli successivi, agendo direttamente sull'otturatore. Può essere sia a canna rigata che liscia. Alcuni dei tipi più comuni sono: 
  - Fucile a otturatore girevole-scorrevole, o a otturatore scorrevole
  - Fucile a leva
  - Fucile a pompa
- Fucile semiautomatico: fucile che si alimenta da un caricatore (o da un serbatoio interno) e che è in grado di sparare un colpo ad ogni pressione del grilletto, espellendo il bossolo spento e camerando automaticamente una nuova cartuccia (può essere sia a canna rigata che liscia).
- Fucile da battaglia: Fucile da combattimento considerato ormai obsoleto per l'uso militare ordinario, camerato per una cartuccia a piena potenza. Fino alla Seconda Guerra Mondiale, i precursori di queste armi sparavano solo in modalità semiautomatica (es.: M1 Garand), mentre successivamente sono stati dotati anche della modalità automatica (es.: M14, FAL, G3, BM59).
- Fucile d'assalto: moderno fucile da combattimento camerato per una cartuccia intermedia, in grado di sparare sia in modalità semiautomatica che automatica. In alcuni casi è prevista anche la raffica controllata di 3 colpi (es.:AR70/90) che talvolta sostituisce completamente la modalità automatica (es.: M16A2). Sul mercato civile sono disponibili armi simili per l'uso sportivo, ma prive del funzionamento automatico o raffica controllata.
- Fucile mitragliatore: Arma simile al fucile d'assalto o fucile da battaglia, ma adattata al tiro automatico prolungato. Viene chiamato anche arma da supporto leggera ('xLight Support Weapon o in acronimo LSW).
- Carabina: versione compatta di un fucile.
- Express: fucile solitamente a canne giustapposte o sovrapposte, dotato di canne rigate.
- Fucile di precisione: fucile ad alto potenziale di calibro comunque inferiore a 12,7 mm, solitamente a funzionamento con otturatore girevole-scorrevole o anche semiautomatico, munito di un'ottica di puntamento e (quasi sempre) privo di mire metalliche. È nato per l'uso da parte dei tiratori scelti contro bersagli a distanze medio/lunghe, ma ormai è largamente utilizzato anche in ambito civile, sia per uso sportivo che caccia.
- Fucile anticarro: fucile potente usato dalla seconda metà della Prima Guerra Mondiale alla fine della Seconda Guerra Mondiale per l'uso contro veicoli corazzati dalla blindatura leggera.
- Fucile anti-materiale: assimilabile ad un fucile di precisione, ma camerato per calibri non inferiori a 12,7mm per l'uso contro mezzi (anche corazzati) ed equipaggiamenti. Talvolta è impiegato anche come fucile di precisione a distanze maggiori di quelle raggiungibili con un fucile di precisione ordinario.
- Fucile per bambini (youth rifle, o boys rifle[4], è un'arma da fuoco espressamente progettata per essere usata da bambini (laddove legalmente ammesso - non in Italia) o da utilizzatori di piccola taglia, normalmente a colpo singolo e di calibro .22 Long Rifle.
- Fucile a canna liscia: in origine tutti i fucili erano a canna liscia, come negli archibugi e moschetti, a scapito della precisione. Oggi la canna liscia è usata per sparare cartucce a munizionamento spezzato (pallini, pallettoni) e palle asciutte. Il calibro più comune è il calibro 12. La lunghezza del bossolo può variare, per fare un esempio le camerature del calibro 12 più usate adesso sono: 67 mm, 70 mm, 76 mm (magnum), 89 mm (supermagnum).
  - Doppietta: fucile fornito di due canne lisce affiancate (giustapposte). Per una maggiore potenza di fuoco a corte distanze, molto usata nella caccia, la versione senza calcio e a canne accorciate è chiamata lupara.
  - Sovrapposto: fucile fornito di due canne lisce sovrapposte, fucile prediletto nel tiro a volo.
  - Fucile a pompa: Dotato di un caricatore/serbatoio, generalmente sotto la canna, dalla quale le cartucce sono incamerate tramite un azionamento manuale dell'asta del fucile, appunto chiamato a "pompa".
  - Semiautomatico: Dotato di un caricatore/serbatoio, generalmente sotto la canna; fucile capace di sparare un colpo per ogni tiro del grilletto, espellendo il bossolo sparato e incamerando automaticamente una nuova cartuccia.
  - Fucile a canna liscia da combattimento: un qualunque fucile a canna liscia ideato specificamente per il combattimento.